# 维莫里
维莫里（法語：Vimory，法語發音：[vimɔʁi]）是法国卢瓦雷省的一个市镇，位于该省东部，属于蒙塔日区。

## 地理
维莫里（47°56'50"N, 2°41'14"E）面积26.22 平方千米，位于法国中央-卢瓦尔河谷大区卢瓦雷省，该省份为法国中北部省份，北起埃松省，西北接厄尔-卢瓦省，西南接卢瓦-谢尔省，南至涅夫勒省和谢尔省，东临约讷省，东北接塞纳-马恩省。
与维莫里接壤的市镇（或旧市镇、城区）包括：于亚尔河畔舍维永、隆布勒伊、韦尼松河畔莫尔芒、加蒂奈地区乌苏瓦、皮索河畔圣伊莱尔、维勒芒德尔。

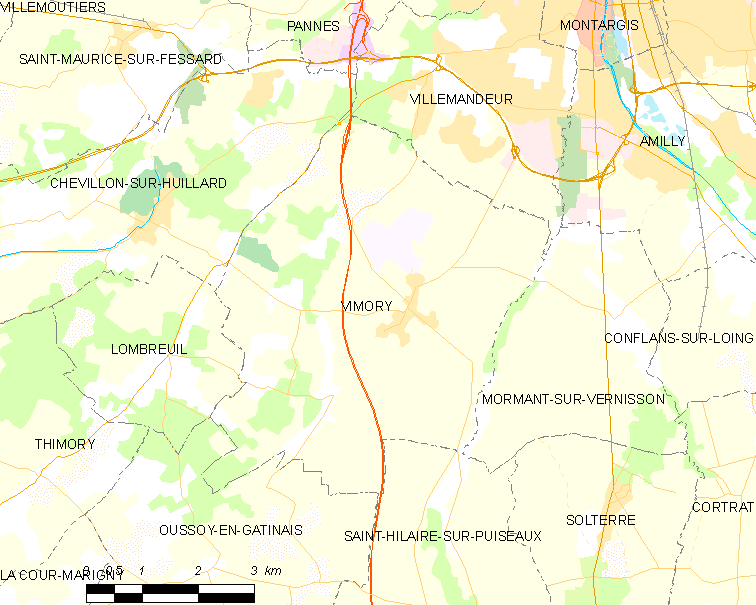
维莫里的OSM定位图

维莫里的时区为UTC+01:00、UTC+02:00（夏令时）。

## 行政
维莫里的邮政编码为45700，INSEE市镇编码为45345。

## 政治
维莫里所属的省级选区为蒙塔日县。

## 人口

1962-2008年间维莫里人口变化图示

维莫里于2022年1月1日时的人口数量为1101人。